# Surte glasbruk

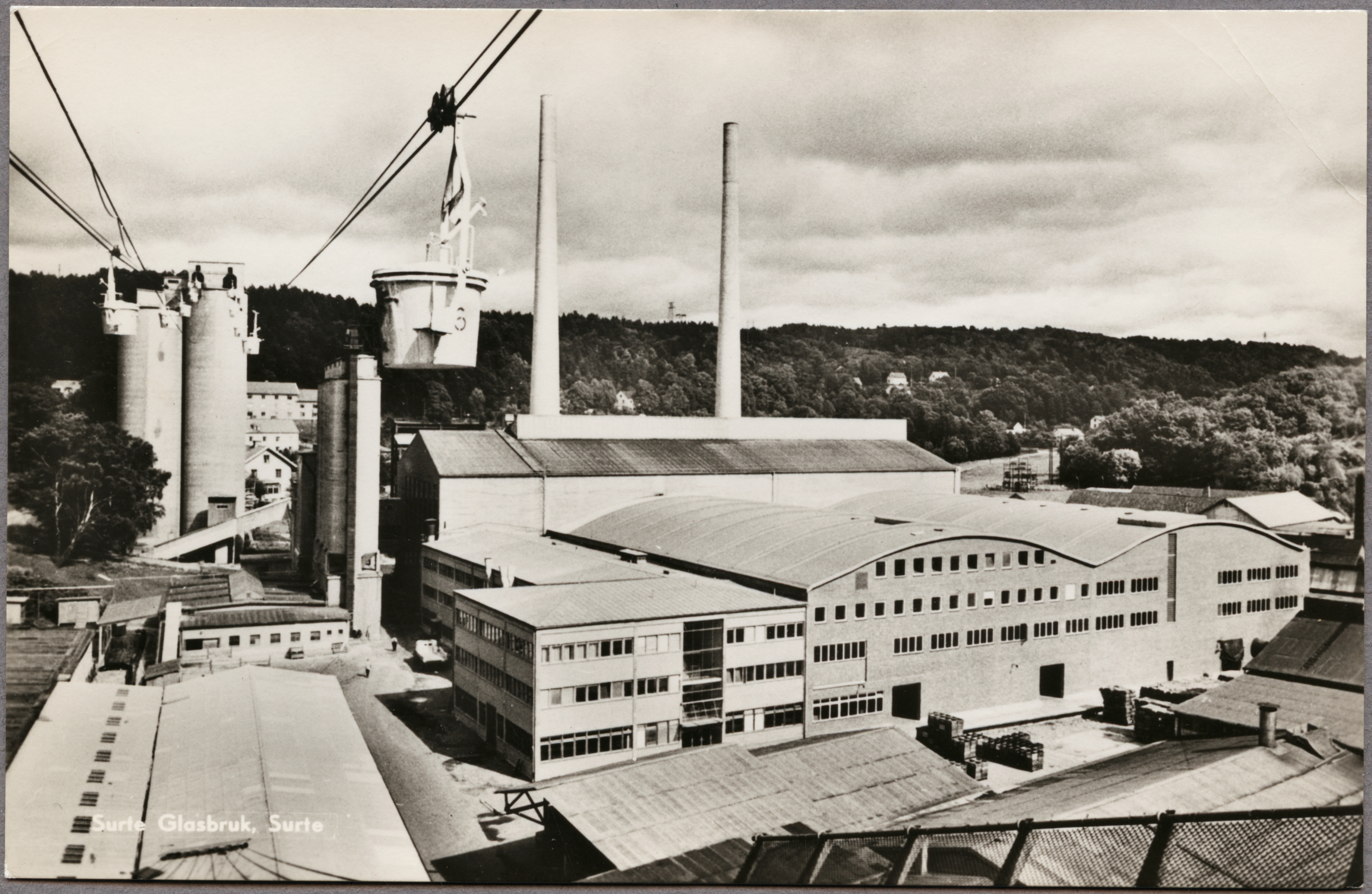
Surte Glasbruk omkring år 1956. Notera linbanan som går till siloanläggningen.

Surte Glasbruk var ett företag i Surte, Ale kommun strax norr om Göteborg. Glastillverkningen startade 1863 med fönsterglas, men övergick snart till hushållsglas och buteljer. Glasbruket lades ner 1978 och i lokalerna finns nu industrihotell och ett glasbruksmuseum.

## Inledning

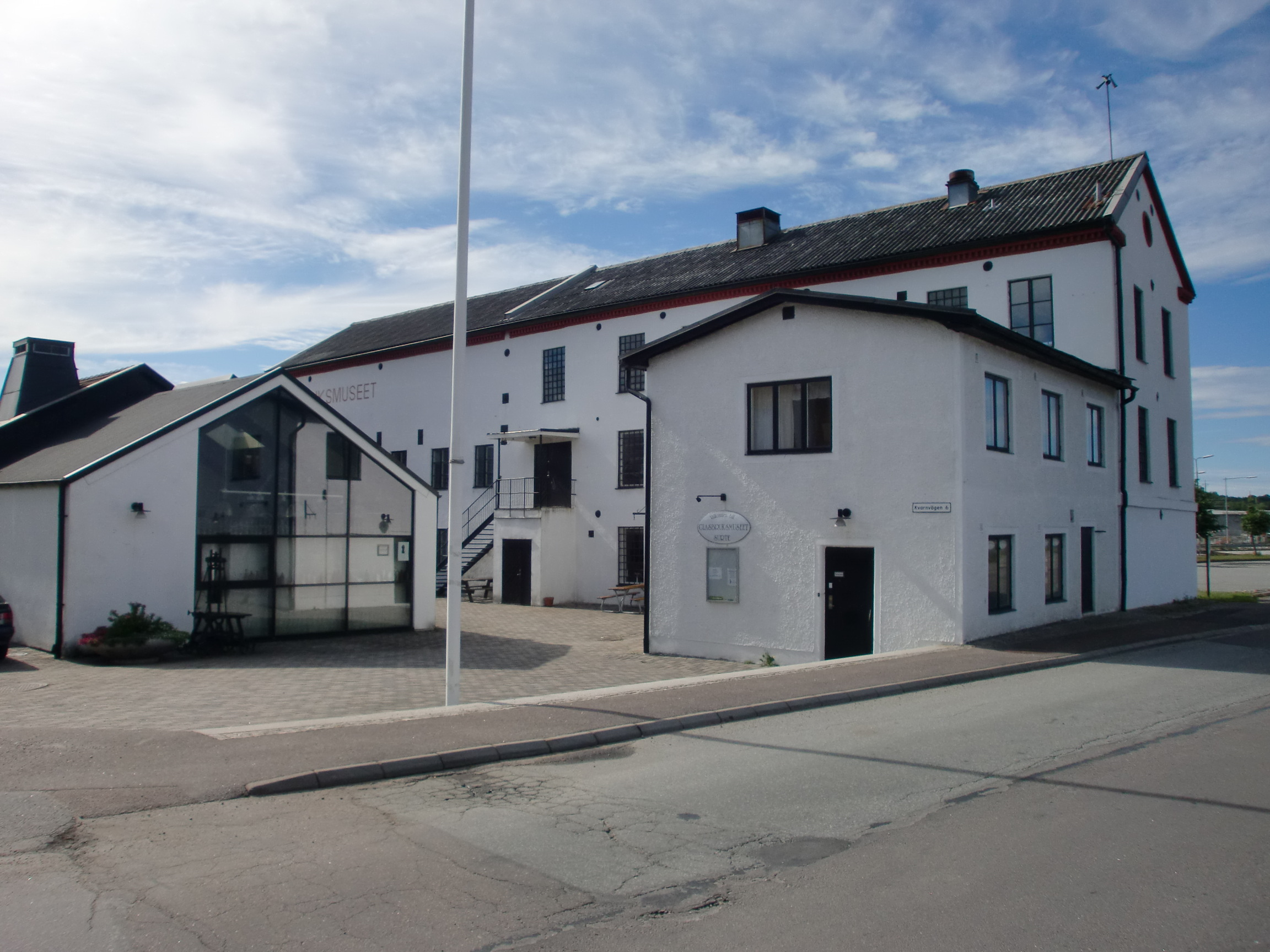
Gamla kvarnbyggnaden i Surte, numera Surte glasbruksmuseum

Den branta ravinen vid Surte bäck, och läget vid Göta älv mellan Göteborg och Kungälv ansågs tidigt lämpligt för kvarnverksamhet. År 1851 köpte göteborgsköpmannen Olof Wijk tillsammans med svågern Alexander Keiller några gårdar i Surte, för att förbättra kvarnverksamheten och även starta ett spinneri. Då Wijk avled 1856 ändrades planerna. 

Ägarna till Eda Glasbruk undersökte vid samma tid möjligheten att anlägga ett fönsterglasbruk i Göteborgsområdet, då importen från huvudtillverkarna i Tyskland var problemfylld på grund av ständiga småkrig. Det förberedda industriområdet i Surte köptes in 1862 och fönsterglastillverkning startade i oktober 1863 under ledning av tidigare disponenten på Eda glasbruk, Gustaf Santesson.

## Företagets utveckling
I samband med en flytt till nya lokaler och ombildning av företaget 1868 påbörjades, förutom fönsterglas, även tillverkning av buteljer. Då ugnen för tillverkning av fönsterglas 1883 var så utbränd att förstklassigt glas inte kunde tillverkas, lades tillverkningen av produkten ner och buteljer blev därefter huvudprodukt. Trots export av flaskor till England och Skottland hade bruket dålig lönsamhet och gick 1885 i konkurs. Bruket köptes in på exekutiv auktion 1886 av tidigare chefen för Älvsborgs regemente, överste Paul Melin, och företaget rekonstruerades. Efter några goda år med ökad produktion var Surte glasbruk 1890 det största glasbruket i Sverige. Produktionen kunde bland annat öka genom betydande export till Storbritannien via grossistfirman Grischotti & Co i Skottland.

### AB Surte-Liljedahl
Melins anförvant Werner Rhedin var från 1888 underdisponent och köpte företaget 1892. År 1894 ombildades företaget till Surte Aktiebolag med Rhedin som VD. Två år senare förvärvades Liljedahls glasbruk i Värmland, och 1906 fusionerades bolagen till AB Surte-Liljedahl. 1906 blev Johnsen & Jorgensen ny ägare. Johnsen & Jorgensen var en grossist i London som började med egen tillverkning och genom köpet öppnade upp för Surtes världsexport. Nu blir också Ragnar Söderhielm ny disponent.
Liljedahls glasbruk, som hade tillverkning liknande den i Surte, lades ned 1917. Liljedahls utrustning, däribland 800 buteljformar, skickades till Surte. En del av arbetarna kom också att flytta med till Surte och ännu på 1950-talets fanns en värmländsk arbetarstam verksam på glasbruket i Kungälv. Flytten till Surte från Liljedal ledde också till ett uppsving för bandyn i Surte.
Ett företagsförvärv skedde 1913 genom Kongelfs glasbruk i Kungälv (nedlagt 1956).

### Helautomatisk tillverkning
År 1911 effektiviserades tillverkningen genom att den första helautomatiska glastillverkningsmaskinen, Owensmaskinen, inköptes från USA. Ännu nyare metoder infördes 1922 genom ett antal så kallade Lynchmaskiner, och handblåsning av flaskor slutade definitivt 1926. Transporterna av råvaror från företagets hamn vid Göta älv över järnvägen och landsvägen utfördes från 1950 med en några hundra meter lång linbana levererad av Nordströms linbanor.
1932 började Surte tillverka konservburkar som blev en stor försäljningsframgång.

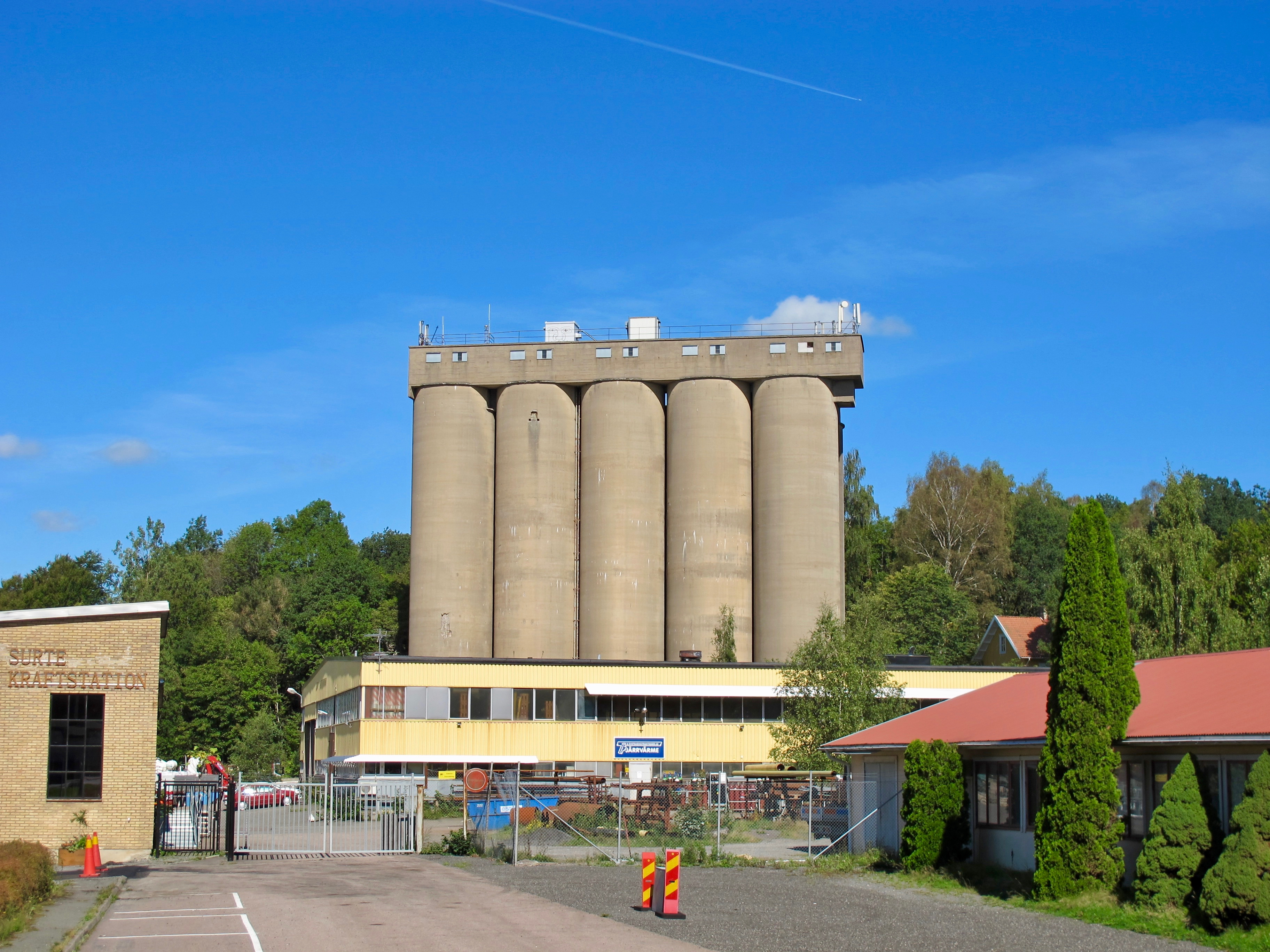
Bland annat uppfördes silor för råvaruhanteringen på 1950-talet.

I samband med ett ägarskifte 1943 då engelska Johnsen & Jorgensens ägarskap avvecklades samtidigt som Fastighets AB Carnegie övertog aktiemajoriteten ändrades bolagsnamnet till AB Surte Glasbruk. Ny vd blev Per Hemberg. Under 1950-talet skedde stora moderniseringar av produktionen och stora delar av glasbruket byggdes om med nya anläggningar. Bland annat uppfördes silor för råvaruhanteringen. 

### PLM
Carnegie sålde sina aktier 1960 till förpackningsföretaget AB Plåtmanufaktur (PLM) i Malmö. PLM under Knut Laurins ledning köpte vid samma tid upp Årnäs glasbruk och Hammars glasbruk och skulle senare ta över Limmareds glasbruk. Divisionsledningen för koncernens glasbruk placerades i Surte. I den nya divisionen delades tillverkningen upp mellan bruken och de fick specialisera sig inom olika tillverkningsområden. Surte tillverkade vin- och spritflaskor och livsmedelsförpackningar medan ölflaskor och medicinglas istället producerades i Hammar respektive Limmared. 1969 tillverkade Surte 400 miljoner glasemballage och PLM-koncernen totalt 820 miljoner.

### Nedläggning

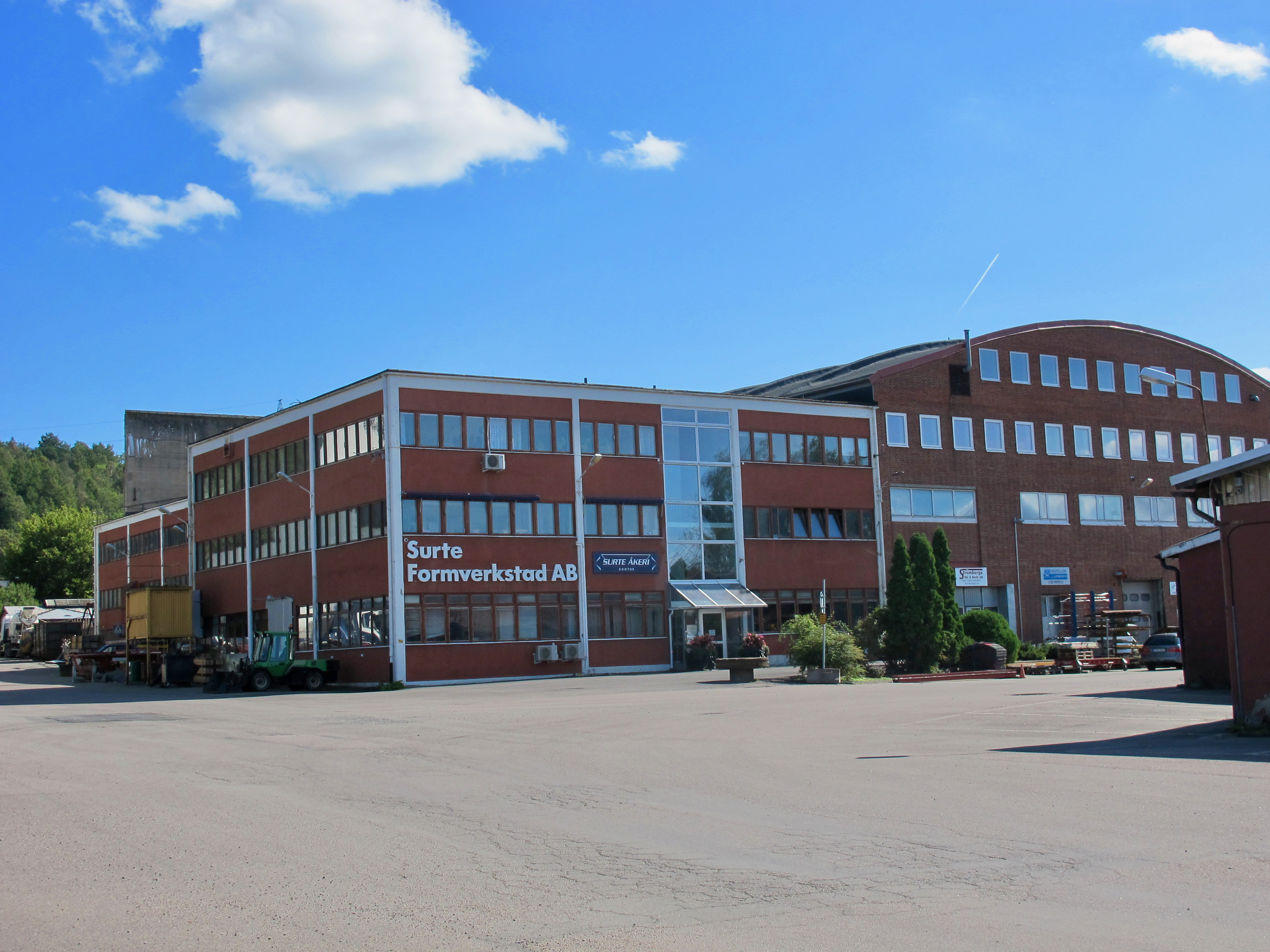
Surte glasbruks tidigare kontor

När regeringen ur miljösynpunkt förbjöd engångsglaset, minskade marknaden för förpackningsglas. Produktionen av emballageglas minskade kraftigt för de tre bruken inom PLM:s glasdivision i Surte, Hammar och Limmared. 1975 beslutades om nedläggning och överförande av produktionen i Surte framförallt till glasbruket i Limmared. 1978 tillverkades den sista glasflaskan i Surte.
Under nedläggningsprocessen bildades som ett parallellt alternativ till fackförbundet, också en arbetarkommitté, vilken tillsammans med forskare från Centrum för tvärvetenskapliga studier vid Göteborgs universitet lade fram en rapport om brukets lönsamhet och huruvida det eventuellt skulle gå att driva vidare i annan regi, men planerna förverkligades aldrig. Ett antal mindre företag har därefter flyttat in på bruksområdet. Här finns också Surte glasbruksmuseum.

## Social utveckling
Fackföreningsrörelsen växte fram under sent 1800-tal, och 1897 bildades Svenska glasarbetareförbundet, avd 1 i Surte.
Kunniga glasblåsare var en eftertraktad yrkesgrupp som vid inflyttning tillförde kunskaper, seder och traditioner från andra länder. Från England och Skottland hemvändande glasblåsare, förde tidigt med sig ett fotbollsintresse till orten och Surte Fotbollsklubb bildades 1898.
Redan under 1800-talet skapades också en badinrättning efter det att kringvandrande glasblåsare fört med sig bastuidén till Surte. Även en livlig föreningsverksamhet förekom, där föreläsningsförening, nykterhets-, religiösa och politiska föreningar växte upp.  
Glasbruket stod även för skolverksamheten från början av 1900-talet, tills skolan förstördes vid en brand 1942.
Ytterligare kulturstödjande verksamhet var inrättande av en biograf från 1925 fram till dess nedläggning i TV-åldern 1961. Dessutom fanns brukets egen musikkår från 1914, och som 1960 uppgick i Surte Missionsförsamlings blåsorkester.
Ett skogs- och lantbruksintresse hos de tidiga cheferna gjorde också att bruket organiserade skogsplantering i trakten i slutet av 1800- och början av 1900-talet.

## Kuriosa
Ett av de mest ikoniska bruksföremålen i historien har en koppling till Surte glasbruk genom Alexander Samuelson som arbetade vid bruket innan han emigrerade till USA 1883. Samuelsson designade den världsberömda coca-cola flaskan.

## Galleri

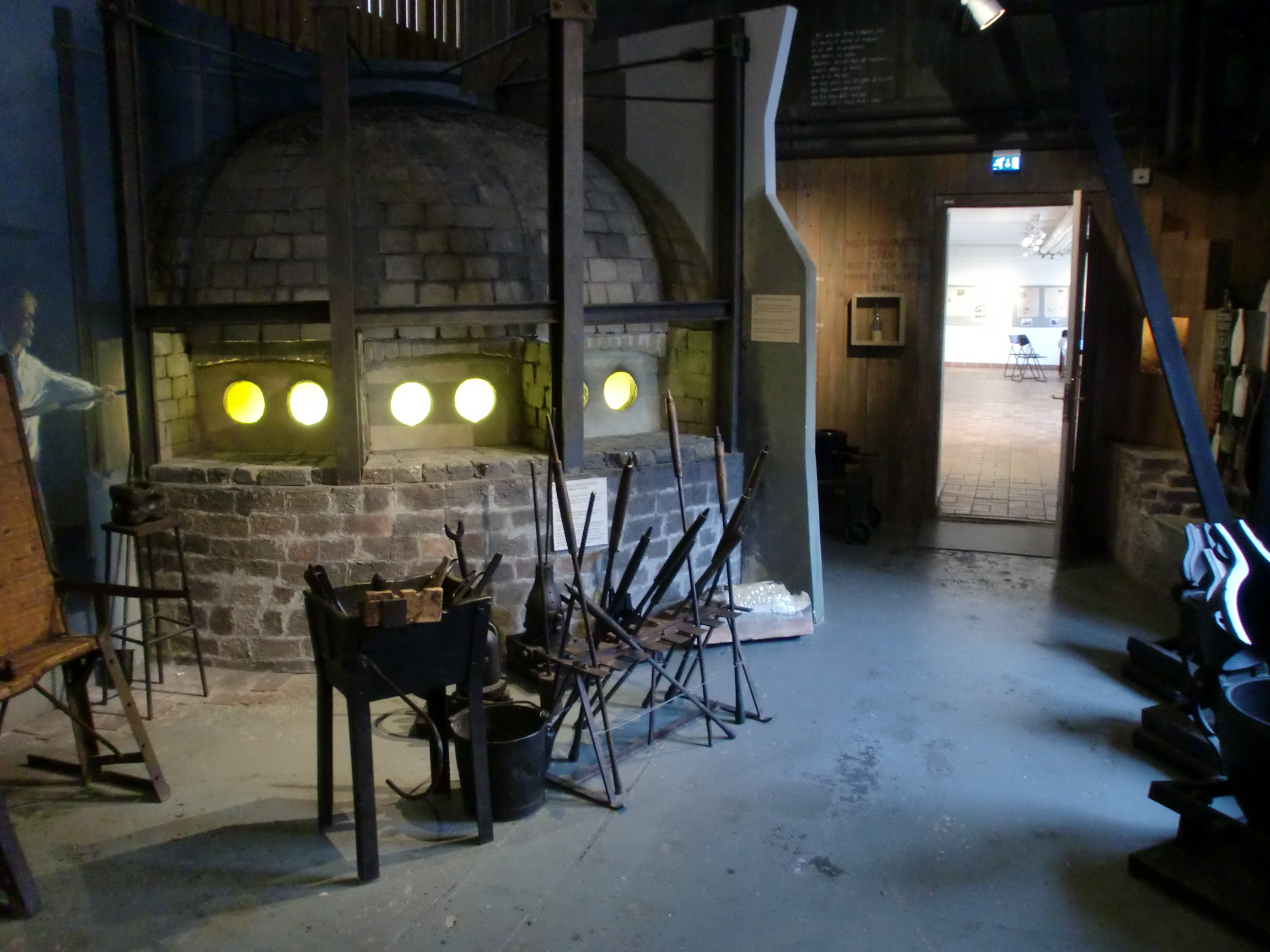
Modell av vanna, ugn för att smälta glasmassa, på Surte glasbruksmuseum.
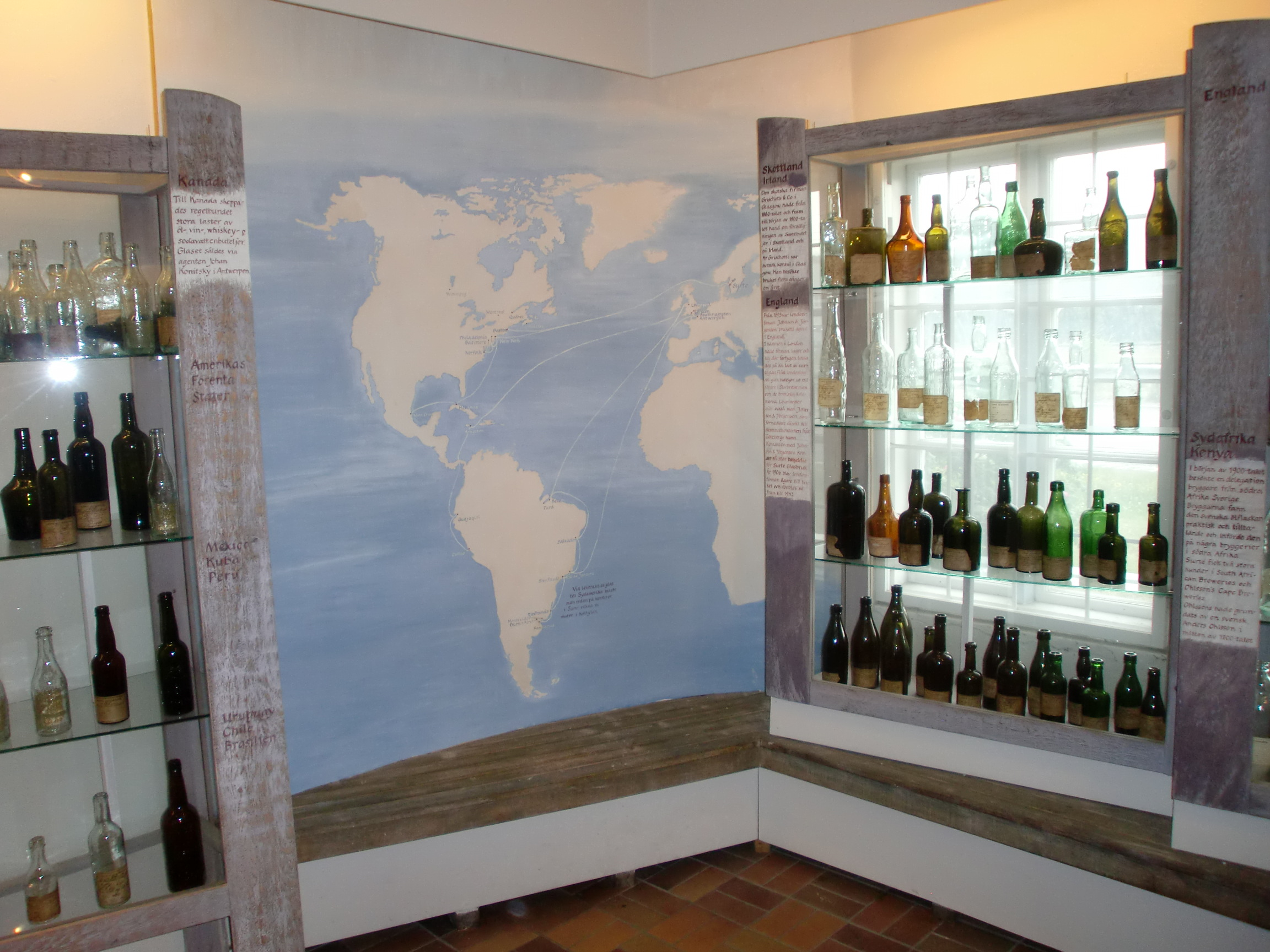
Produkter och exportvägar från Surte glasbruk. Montrar på Surte glasbruksmuseum.
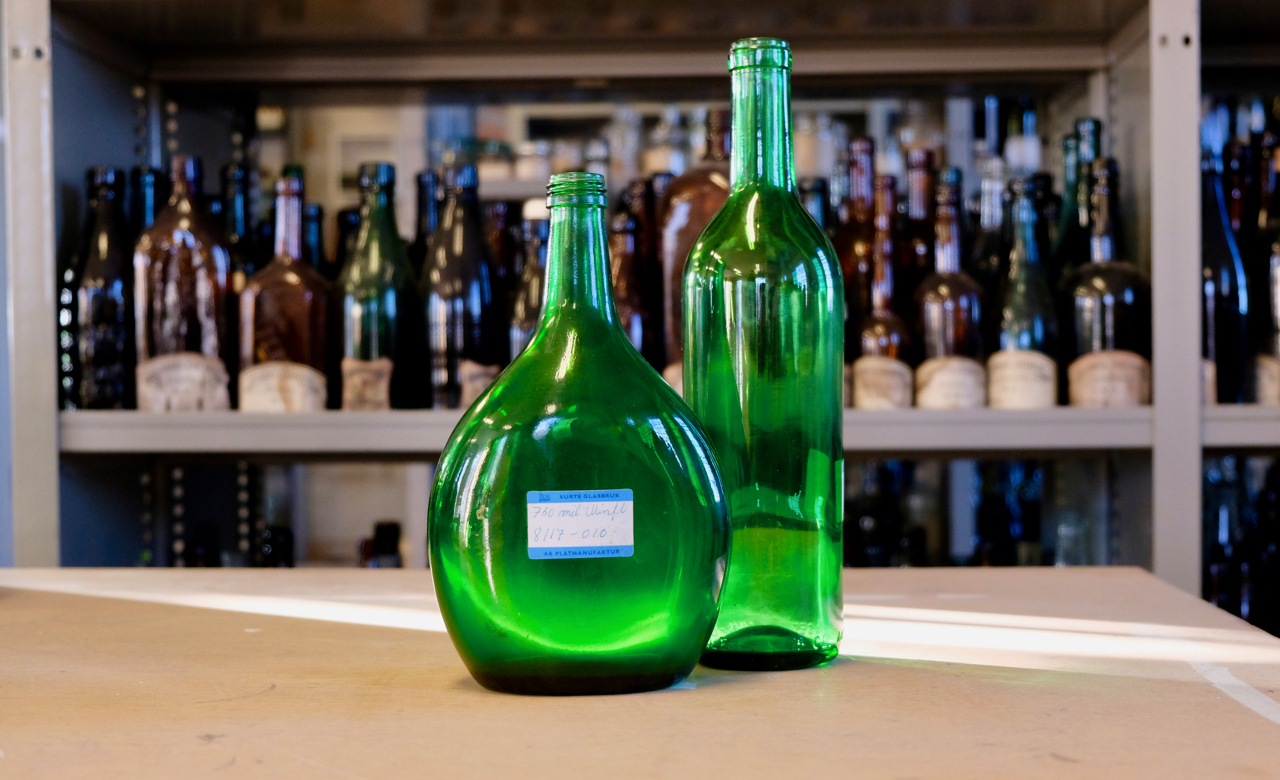
Gröna buteljer.
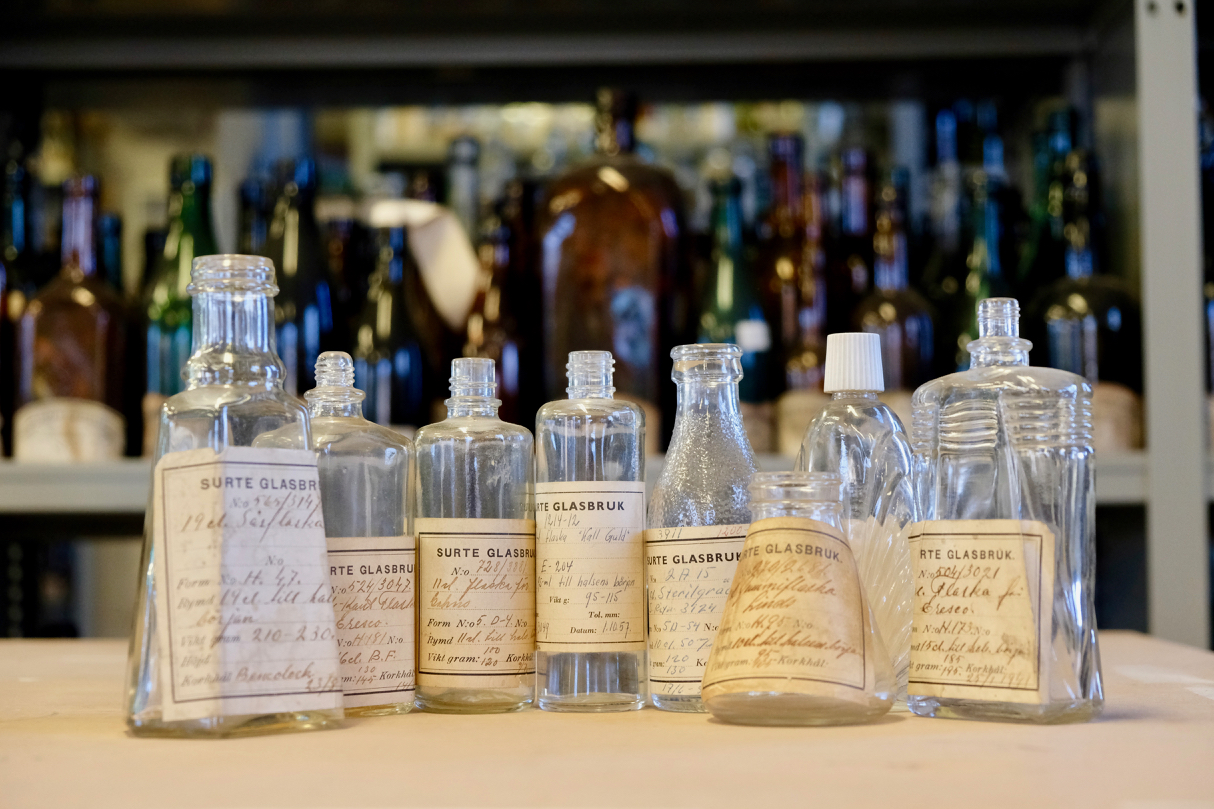
Små flaskor.
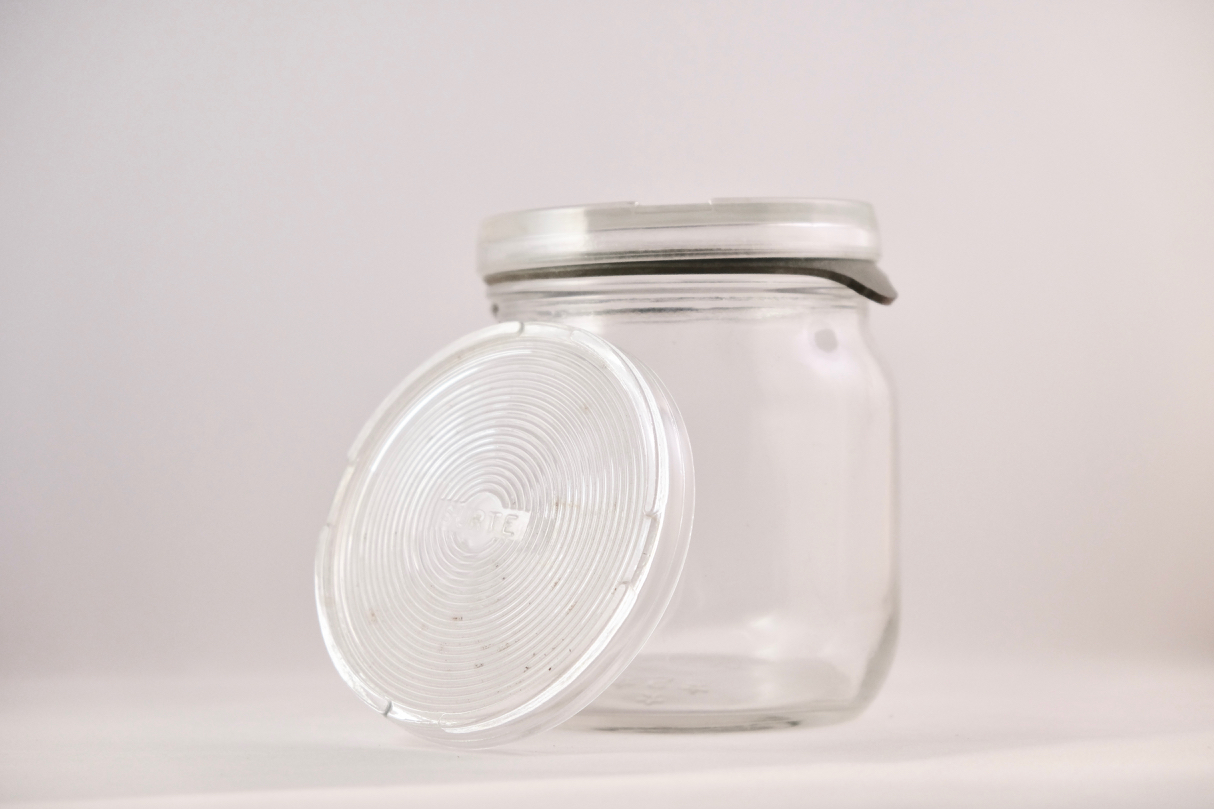
Glasburk för konservering.
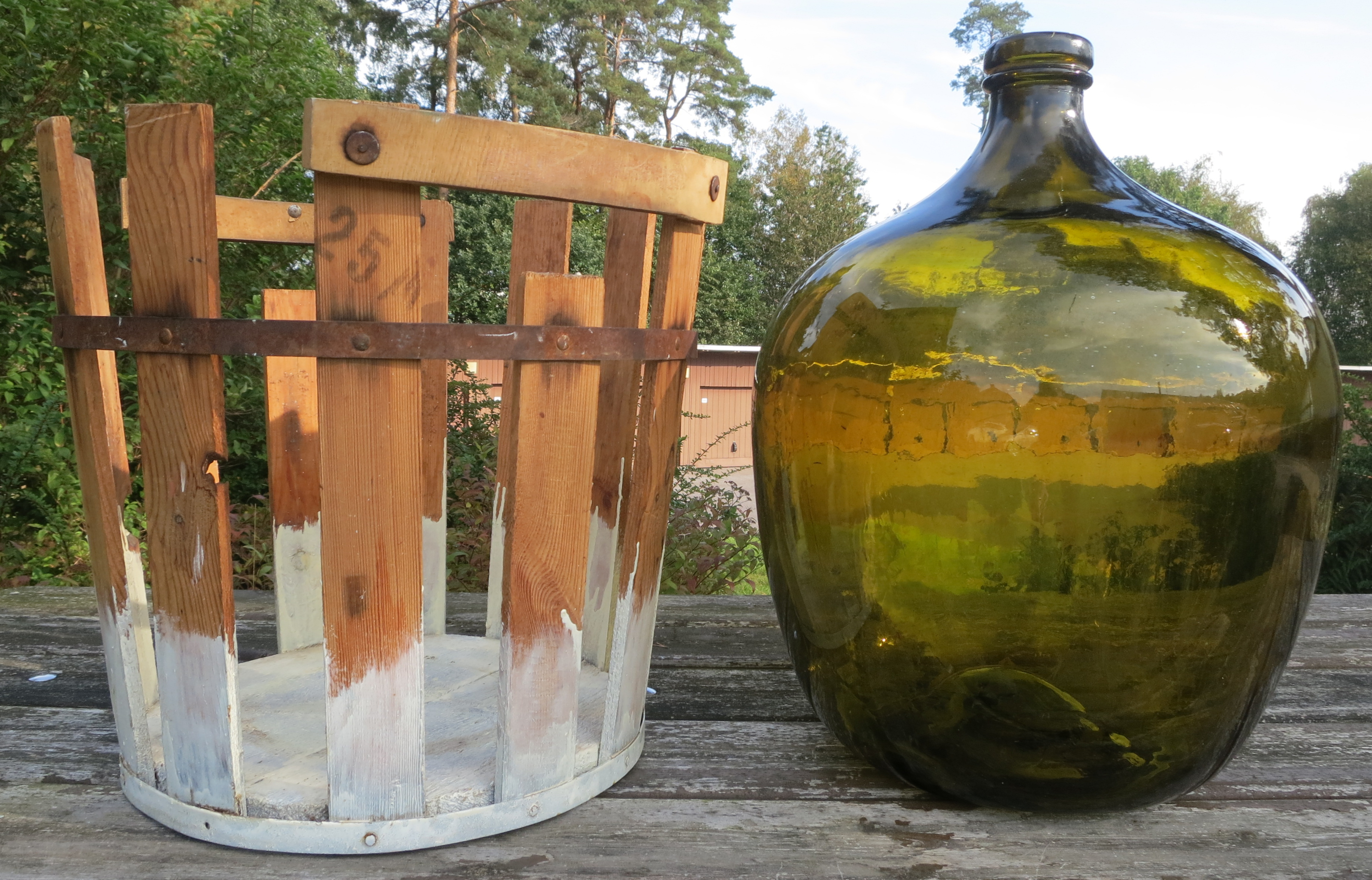
25-liters damejeanne från 1959 av Surte glasbruk.
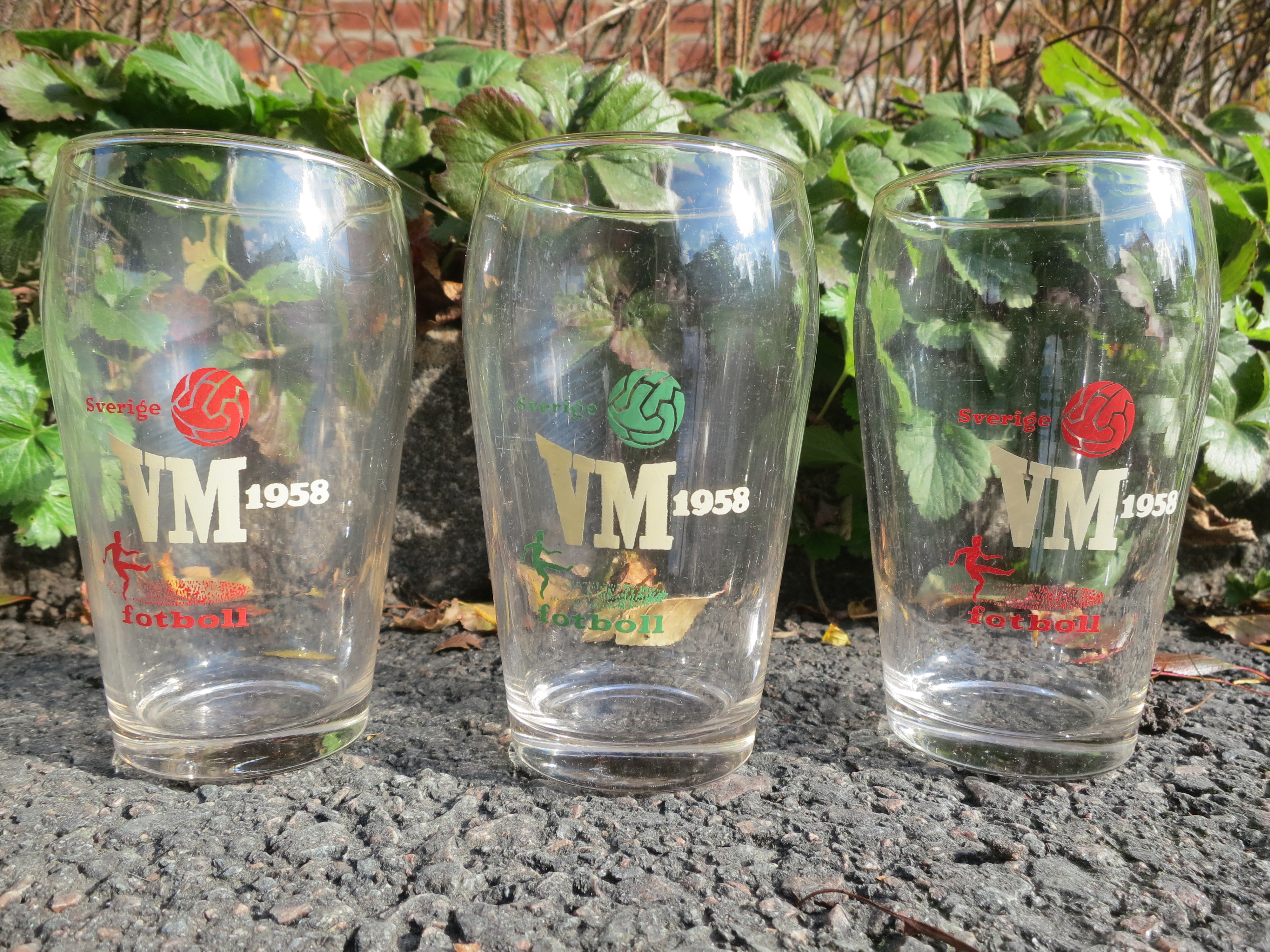
Surte glasbruk-ölglas från fotbolls-VM 1958.

### Webbkällor
- Surte glasbruksmuseum